# Ottaviano da Faenza
Ottaviano da Faenza (XIII secolo – XIV secolo) è stato un pittore italiano che fu attivo nel Trecento.

## Biografia
Dopo il passaggio di Giotto a Rimini intorno al 1303 (si recò a Padova), artisti locali adottano innovazioni pittoriche e Ottaviano da Faenza è stato uno dei suoi migliori discepoli assieme a Giovanni da Rimini e Guglielmo da Forlì..
È stato particolarmente attivo in Ferrara (alcune opere attribuite al Maestro di San Giorgio sarebbe di sua mano) in Bologna e Faenza.
Nel 1493 lavorò per le monache del monastero del Corpo di Cristo.

## Opere
- Affresco dall'Arco di Porta San Francesco, Faenza.
- Nostra Signora con San Piero e San Paolo, chiesa di San Francesco, Faenza.
- Affreschi, Chiesa di San Giorgio, Ferrara.
- San Domenico tenendo i libri sacri, museo di Montargis, Francia.
- Due santi, Museo Fesch, Ajaccio, Corsica del sud.
- San Giovanni Evangelista e Sant'Antonio da Padova, pannello laterale destro di un polittico attribuito a Ottaviano da Faenza da Cornu, Museo del Louvre